# Drepanosticta kosterini
Drepanosticta kosterini (лат.) — вид стрекоз из семейства Platystictidae. Известен из Малайзии (остров Борнео, Саравак). Вид был описан в 2017 году Rory A. Dow и назван в честь российского одонатолога О. Э. Костерина. Были исследованы и самцы, и самки, собранные на Сараваке.
Близкородственным видом является Drepanosticta actaeon.